# Myotis crypticus
El murciélago ratonero gris itálico (Myotis crypticus)  es un murciélago vespertilionido europeo. Es miembro del complejo de especies del murciélago de Natterer (M. nattereri), y también es su pariente vivo más cercano. Hasta el 2019 se confundía en Iberia con otra especie estrechamente emparentada, el murciélago de Escalera (Myotis escalerai), pero un análisis genético confirmó que las dos especies son muy diferentes genéticamente.

## Descripción
Se trata de un murciélago de pequeño tamaño, de entre 4 y 5 centímetros de largo y un peso inferior a 12 gramos. Cara rosácea y hocico y orejas alargadas.

## Distribución y Hábitat
Se distribuye principalmente por los países europeos que bordean el mar Mediterráneo, desde el oeste de España hasta Austria, el norte hasta Suiza y el sur hasta la mayor parte de la península itálica. Poblaciones de murciélagos similares en el sur de Italia y Sicilia muestran una divergencia genética significativa con respecto a M. crypticus y, por lo tanto, pueden representar una entidad taxonómica única que requiere más estudios. Se encuentra en una amplia gama de altitudes, desde el nivel del mar hasta los 1000 metros de altitud. Se alimenta en hábitats de bosques y pastizales y se posa en huecos de árboles, así como en estructuras artificiales. En otoño, M. crypticus pulula con otros Myotis en grandes cantidades y pasa el invierno con ellos en sitios subterráneos como grietas.

## Alimentación
El murciélago ratonero gris aun no se comprende bien ya que ha sido descubierto recientemente. Sin embargo, su parecido con el murciélago de Natterer indica que probablemente caza en ambientes cerrados. En algunas zonas como el oeste de Suiza, se alimenta de arañas y orugas.